# L'Essor (France)
Pour les articles homonymes, voir L'Essor.
L'Essor est un hebdomadaire régional français composé d'informations générales et locales. Il est caractérisé par son habilitation à publier les annonces légales dans les départements de la Loire, de l'Isère et du Rhône.
Le journal est composé de 3 éditions : 
- L'Essor Loire
- L'Essor Rhône
- L'Essor Isère

## Historique
L’Essor, hebdomadaire d’informations locales et régionales, membre du S.P.H.R. (Syndicat de presse hebdomadaire régionale) paraît dans trois départements : Loire, Rhône et Isère.
Il fait partie depuis fin 2016 du groupe Affiches parisiennes, qui comprend 10 titres de presse à vocation économique (en Ile de France, Auvergne Rhône Alpes et PACA).
Dans la Loire, sous le titre Essor Affiches, cet hebdomadaire est né de l’union de deux titres. L’un à vocation plus généraliste (L’Essor) a été fondé en 1946, l’autre à vocation économique et juridique (les petites Affiches de la Loire) a été créé au début du XXe.
L’Essor – Affiches regroupe l’information générale, la vie économique, les thématiques relatives aux faits de société et aux collectivités locales. Il intègre aussi l’information juridique. Il offre enfin une place importante à l’actualité culturelle.
Son lectorat est composé notamment de décideurs, de professionnels du droit et du chiffre, ainsi que les chefs d’entreprises.
Les deux autres éditions : L’Essor du Rhône et l’Essor de l’ Isère, qui proposent une information locale et régionale fournissent comme l’Essor Affiches Loire des informations sur la vie des entreprises, leur état-civil en quelque sorte, au travers des annonces judiciaires et légales pour les départements concernés.
Parution le vendredi.
L’Essor est paru au lendemain de la Seconde Guerre mondiale le 1er septembre 1946, dans la région stéphanoise. Il a été lancé à la demande du Cardinal Gerlier par le Chanoine Joseph Dusserre, prêtre résistant du diocèse de Lyon, docteur en théologie et aumônier d'action sociale. C’est donc à l'origine un journal d'opinion militant, indépendant des sphères politiques et d'inspiration catholique, se voulant fidèle à la morale sociale de l'Église.
Composé de quatre pages dans sa première parution, cet hebdomadaire s'est très vite étoffé avec six pages en 1948, huit en 1949, dix en 1963. Il a ensuite étendu sa diffusion en traitant de l'actualité locale stéphanoise puis de celle de toute la Loire avec des pages roannaises en 1953, avant la création de deux nouvelles éditions dans le Rhône et dans l'Isère.
La publication est intégrée au groupe Le Progrès en 1990 puis rachetée en 2005 par le groupe Riccobono Presse.
En octobre 2011 le groupe Riccobono Presse fait l'acquisition des Petites affiches de la Loire, hebdomadaire d'information économique et juridique, en concurrence avec L'Essor sur le marché des annonces juridiques et légales. Après une coexistence de 14 mois, L'Essor de la Loire et les Petites affiches de la Loire sont regroupés dans une même édition le 7 décembre 2012.
Le nouvel hebdomadaire se baptise alors L'Essor Affiches.
Fin 2016, L'Essor intègre le groupe Affiches Parisiennes.